# 岡祐臣
岡 祐臣（おか ゆうしん、1984年3月17日 - ）は、三重県出身の競艇選手。登録番号4261。身長167cm。血液型A型。93期。同期に長田頼宗、渡辺浩司、真庭明志、馬場貴也らがいる。

## 来歴
- やまと競艇学校時代は、リーグ戦勝率1位の6.85（準優出6　優出4　優勝2）の成績を残して、卒業記念競走に優出した。
- 2003年11月11日、津競艇場でデビュー（3着）。
- 2004年1月13日、桐生競艇場での「第34回内外タイムス杯争奪戦」4日目5Rで初勝利（30走目）。
- 2004年12月6日、常滑競艇場での「第6回JLC杯争奪戦競走」で初優出（5着）。
- 2009年3月30日、津競艇場で行われた「グランプリファイナル戦津商工会議所杯争奪第3回津市長賞」で初優勝。
- 2010年1月19日、浜名湖競艇場での「G1共同通信社杯 第24回新鋭王座決定戦競走」にG1初出場。